# Okres Tvrdošín
Okres Tvrdošín je jeden z okresů Slovenska. Leží v Žilinském kraji, v jeho východní části. Na severu hraničí s okresem Námestovo, na jihu s okresem Liptovský Mikuláš a na západě s okresem Dolný Kubín. Jeho severním a východním sousedem je Polsko. Na území okresu zasahuje pohoří Vysoké Tatry.